# Bruinborstzwaluw
De bruinborstzwaluw (Progne tapera) is een zangvogel uit de familie Hirundinidae (zwaluwen).

## Verspreiding en leefgebied
Deze soort komt wijdverspreid voor in Zuid-Amerika en telt twee ondersoorten:
- P. t. tapera: van Colombia via het Amazonebekken tot noordoostelijk Brazilië, ook zuidwestelijk Ecuador en noordwestelijk Peru.
- P. t. fusca: van oostelijk Bolivia tot oostelijk Brazilië en centraal Argentinië.

## Status
De grootte van de populatie is in 2019 geschat op minimaal 50 miljoen volwassen vogels. Op de Rode lijst van de IUCN heeft deze soort de status niet bedreigd.